# Videojoc simulador de vol

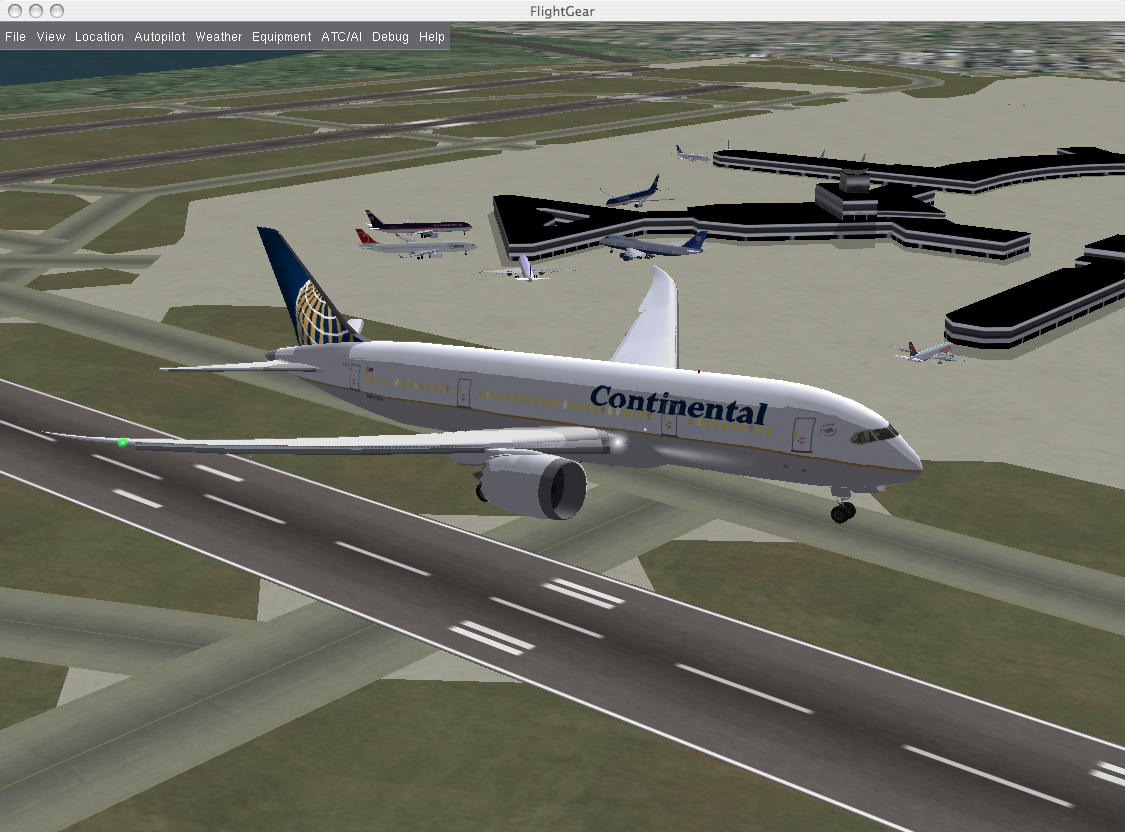
Captura de pantalla del simulador FlightGear

Un videojoc simulador de vol és aquell videojoc que posa el jugador a la pell d'un pilot d'avió, helicòpter, nau o algun altre aparell volador. Els simuladors de vol van ser dels primers programes a ser desenvolupats per a ordinadors personals. Els simuladors Sublogic de Bruce Artwick van ser famosos per les funcionalitats que proporcionava en màquines de 8 bits.
Una de les característiques d'aquests videojocs és la de primar la simulació per davant d'altres apartats com la jugabilitat. És per això que normalment quan es parla de videojocs de simulació es posen per exemple els simuladors de vol. A més a més aquest gènere posseeix videojocs amb un gràfics en tres dimensions amb un alt nivell de detall per aconseguir simular el millor possible l'aspecte real dels avions.

## Tipus

### Simuladors de vol civils
Els simuladors de vol civils són els que permeten a l'usuari simular el vol d'un avió de passatgers amb l'objectiu d'arribar a un altre aeroport. En aquest tipus de videojoc no hi ha enemics, sinó un objectiu a complir. Els jugadors hi juguen pel plaer de volar i per haver de seguir les ordres que envia la torre de control.

### Simuladors de vol de combat
Un altre tipus popular de simuladors de vol són els simuladors de vol de combat, els quals simulen el combat aeri des del punt de vista dels pilots i la seva tripulació. Els títols de simuladors de vol de combat són més nombrosos que els simuladors de vol civils, a causa de la varietat de temes disponibles i a la demanda del mercat.

### Videojocs simuladors de vol per l'espai
Un espai exterior és una extensió natural de l'espai, els simuladors de vol per l'espai poden ser considerats com una extensió del gènere dels simuladors de vol. Hi ha una interdependència considerable entre aquestes dues classes de simuladors, que com a característica diferencial als de vol és la nau espacial i l'altra característica principal d'aquest tipus és que tenen un realista motor atmosfèric de simulació de vol.

## Seguidors

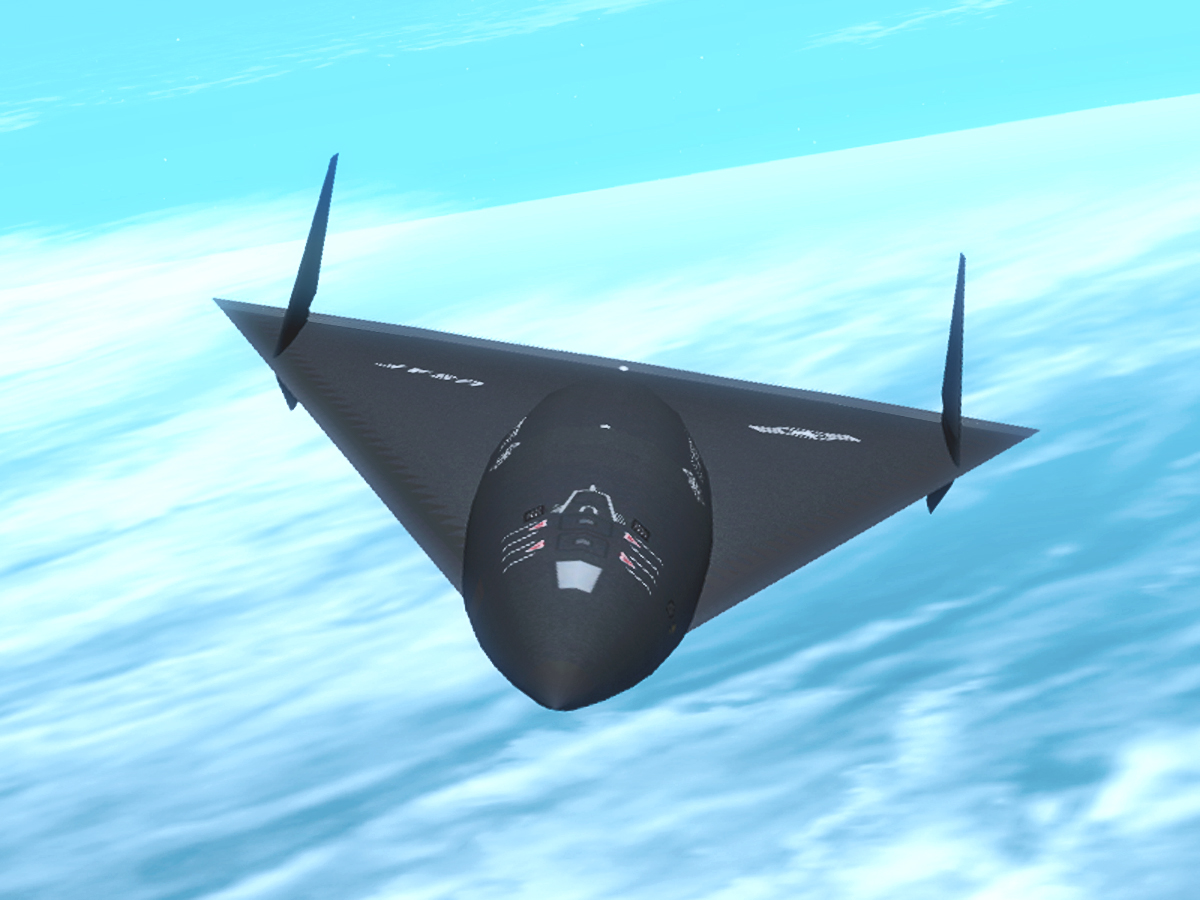
Captura de pantalla del X-Plane, l'únic en ser certificat per la FAA per a propòsits d'entrenament

L'afició als simuladors de vol casolans ha fet que molts usuaris arribin a ser dissenyadors d'aeronaus per a aquests sistemes. D'aquesta manera ells poden crear tant aeronaus militars com comercials utilitzant els noms de línies aèries reals, de manera que poden treure partit dels seus dissenys. Molts altres usuaris creen la seva pròpia versió personal de la seva línia aèria preferida donant lloc a línies aèries virtuals com Iberflight, Airhispania, Iberia virtual, Airalandalus, Futura virtual i moltes altres que poden trobar-se a Internet. Aquestes modificacions del simulador (col·loquialment anomenats "mods") generalment afegixen gran valor a la simulació i permeten expandir significativament l'experiència de vol amb noves situacions i continguts. En alguns casos la simulació arriba molt més lluny que quan els seus dissenyadors originals van crear l'aplicació.
A més de volar en el simulador, molts usuaris han descobert el control de trànsit aeri en línia. Això són pilots virtuals i ATCs jugant junts en temps real per a simular la veritable experiència de trànsit aeri. Hi ha multitud de xarxes, les més populars són VATSIM i IVAO.

## Crítiques
A començaments de l'any 2000, fins i tot els simuladors de vol casolans són tan realistes que, després dels esdeveniments de l'11 de setembre del 2001, alguns periodistes i experts van especular amb la possibilitat que alguns dels segrestadors podrien haver guanyat coneixements de com pilotar un avió en la saga de videojocs com el Microsoft Flight Simulator. Microsoft, mentre refutava aquestes crítiques, retardava el llançament de la seva versió del 2002 per a esborrar el World Trade Center del seu escenari de Nova York i proporcionar una actualització per a esborrar les torres de les anteriors versions del simulador.

## Videojocs importants

### Simuladors de vol civils
- La saga Flight Unlimited, un de simulador per PC.
- FlightGear, un joc de simulador de vol sota la GPL amb un escenari complet del món i centenars de models d'avions.
- Fly!
- Saga Microsoft Flight Simulator, un dels simuladors de vol civils més utilitzats.
- X-Plane, un acurat simulador de vol multiplataforma i l'únic certificat per la FAA per propòsits d'entrenament.
- Aerowinx Precision Simulator, un gran simulador de Boeing 747-400, fet per Hardy Heinlin.
- Gl-117, un simulador de vol lliure sota la GPL.

### Simulador de vol de combat
- Aces High, un videojoc simulador de vol en combat i de multijugador massiu en línia per ordinador.
- Fighter Ace, un videojoc simulador de vol en combat i de multijugador massiu en línia per ordinador.
- Falcon 4.0 (i el nou Falcon 4.0: Allied Force), un videojoc extremadament detallat anomenat també 'study sim' del F-16 Fighting Falcon.
- Su-27 Flanker (videojoc) conté un model per volar realista i detallat amb pocs gràfics per ordinador.
- IL-2 Sturmovik, un dels videojocs líders sobre simuladors de vol en combat sobre la Segona Guerra Mundial.
- Lock On: Modern Air Combat, videojoc de simulació de jets de combat.
- Combat Flight Simulator WWII Europe Series, El primer de la sèrie fet per Microsoft (de 3) de combat aeri de la Segona Guerra Mundial.
- B-17 Flying Fortress, Simulador del B-17 Bomber en plena Segona Guerra Mundial.
- European Air War, un bon videojoc de simulació de combat en la E.T.O. de la Segona Guerra Mundial.
- Gunship, un simulador de vol amb helicòpters de combat (AH-64 Apache).
- Battle of Britain II: Wings of Victory, una complexa simulació de la batalla d'Anglaterra.
- YS Flight Simulation System 2000, un simulador de vol de combat gratuït que conté molts elements de combat i civils.

Tot i que els simulador de vol han sigut videojocs propis dels ordinadors i hi ha hagut també bastants llançaments en diverses consoles. El més important és Pilotwings, disponible per la Super Nintendo, amb la continuació a Pilotwings 64 per la Nintendo 64 i la saga Ace Combat en la Playstation 1&2. El videojoc Sky Odyssey és també un altre exemple d'un simulador de vol per consola.

### Simuladors de vol espacials
Alguns dels simuladors de vol per l'espai per a ordinadors es poden incloure:
- Microsoft Space Simulator
- Orbiter, un Simulador de vol per l'espai de programari lliure.
- X-Plane, també inclou simuladors de vol per l'espai i per anar a Mart.
- Space Shuttle Simulator, un Simulador de vol per l'espai de programari lliure.
- The Wings of Mercury, simulació de naus espacials a Mercuri.